# Giuseppe Vicuna
Giuseppe Vicuna (Siracusa, 26 dicembre 1916 – Roma, 11 novembre 2004) è stato un ingegnere italiano.

## Studi
Conseguì la laurea in Ingegneria civile nella Facoltà di Ingegneria del Politecnico di Milano nel 1939 e la laurea in Geologia nella Facoltà di Scienze matematiche, fisiche e naturali dell'Università degli Studi di Roma "La Sapienza" nel 1947.

## Attività nelle Ferrovie dello Stato
Ingegnere delle Ferrovie dello Stato, lavorò nel Servizio Movimento dal 1940 al 1958 e nel Servizio Affari generali dal 1958 fino al 1962. Dal 1962 al 1965 fu capo della Segreteria tecnica e assistente del direttore generale delle FS. Dal 1965 al 1968 fu responsabile del Settore Organizzazione e metodi del Servizio Personale. Dal 1991 al 1994 lavorò presso Italferr, dapprima come direttore generale, poi come amministratore delegato e infine come consulente tecnico.

## Attività nel Ministero dei Trasporti e dell'Aviazione Civile
Dal 1968 al 1971 fu a capo del Gruppo di studio che predispose il Conto nazionale dei trasporti.
Fu responsabile dello studio di vari Piani regionali dei trasporti.

## Attività industriale
Dal 1971 al 1985 lavorò presso la società Italconsult dove, per conto di committenti italiani e stranieri, sviluppò diversi progetti di piani generali dei trasporti e di costruzioni di linee e impianti ferroviari, stradali e aeroportuali, assumendo anche le responsabilità connesse alla loro realizzazione.
Dal 1985 lavorò presso la società Società Tecnica Internazionale (Sotecna) di Roma, società di progettazione di cui diresse il settore ferroviario.

## Docenza universitaria e attività scientifica
Docente nella Scuola di specializzazione postuniversitaria in ingegneria ferroviaria dell'Università degli Studi di Roma "La Sapienza" dal 1964 al 1971, compendiò le sue lezioni nel testo Organizzazione e tecnica ferroviaria, Roma, Collegio Ingegneri Ferroviari Italiani, 1968, che fu un testo di riferimento diffusissimo nella didattica universitaria e fra i progettisti e i dirigenti ferroviari.
Socio del Collegio Ingegneri Ferroviari Italiani, fu collaboratore del suo organo Ingegneria ferroviaria, del cui comitato di redazione fu anche componente.

### Biografia
- Ricordo di Giuseppe Vicuna, in Ingegneria ferroviaria, 59 (2004), n. 12, p. 1073

### Pubblicazioni
- Giuseppe Vicuna, Organizzazione e tecnica ferroviaria, Roma, Collegio Ingegneri Ferroviari Italiani, 1968; 2. ed. 1986, ristampa 1993.

| Controllo di autorità | SBN CFIV024668 |